# غوردون هوبسون
غوردون هوبسون (بالإنجليزية: Gordon Hobson)‏ (27 نوفمبر 1957 بشفيلد في المملكة المتحدة - ) هو لاعب كرة قدم بريطاني في مركز الهجوم. لعب مع غريمسبي تاون ونادي إكزتر سيتي ونادي ساوثهامبتون ونادي فارنبوروه ونادي والسول ولينكولن سيتي أف سي ونادي سالزبري سيتي.

## وصلات خارجية
- غوردون هوبسون على موقع قاعدة بيانات كرة القدم.إي يو (الإنجليزية)